# Miquel Delgado
Miquel Delgado va ser president de la Generalitat de Catalunya entre els anys 1476 i 1479, nomenat el 22 de juliol de 1476.
Nascut probablement a prop de Santo Domingo de la Calzada. Format en teologia, va ser un intel·lectual i home de confiança d'Alfons el Magnànim qui el designà amabaixador davant dels papes Nicolau V i Calixt III. Fou confessor i marmessor del rei fins a la seva mort en 1458.
Va ser nomenat abat de Poblet el 20 d'octubre de 1458 i assistí al jurament de nou rei Joan II a Barcelona el 22 de novembre de 1458, amb qui mantindrà una estreta relació i de qui va obtenir importants privilegis.
L'actuació de Miquel Delgado a la guerra civil catalana, des de la posició d'abat, va ser canviant. Tot i la relació amb el rei, Delgado va estar del costat de la Generalitat quan el 2 de desembre de 1460 és detingut Carles de Viana i formà part de la comissió per demanar el seu alliberament que es va adreçar al rei en 1461. Després de diverses negociacions, aconsegueix l'alliberament el 25 de febrer de 1461.
Havent fracassat en el seu intent de mitjançar per a evitar la guerra, el 30 de juny de 1462 abandonà el monestir de Poblet, la comunitat del qual era fidel a la Generalitat, per posar-se del costat del rei Joan II. Finalment, el 1464 la comunitat del monestir es reconcilia amb l'abat i es posa al costat de rei fins al final de la guerra.
Al front de la Generalitat, uns anys després d'acabada la guerra, es va caracteritzar per una bona gestió econòmica.
Va morir abans d'acabar el seu trienni com a President el 15 de desembre de 1478.